# Élodie Antoine
Élodie Antoine, née en 1978 à Virton (Belgique), est une artiste plasticienne belge.

## Biographie
Élodie Antoine est diplômée de l’atelier de sculpture de l’École nationale supérieure des arts visuels de La Cambre (ENSAV), en 2002. Elle vit et travaille à Bruxelles. Elle est représentée par la Aeroplastics Gallery Brussels.

## Carrière artistique
Élodie Antoine se spécialise dans la sculpture souple. Elle pratique notamment les arts textiles, telles la broderie, la couture, la dentelle ou encore le travail du feutre. Elle utilise également le dessin et l’installation plastique.
L’artiste aime détourner ces techniques traditionnelles en utilisant la dérision afin d’explorer des notions dites antinomiques, telles que la question du féminin et du masculin, de la prolifération et de l’extension ou de l’intérieur et de l’extérieur. Certaines de ses créations se jouent des arts domestiques associés au féminin à l’espace privé, et à l’univers industriel associé au masculin et à l’espace public,.
Son travail s’appuie notamment sur une hybridation des objets du quotidien, en les détournant de leur fonction usuelle. La plasticienne choisit de donner vie à ses œuvres et métamorphose ainsi les matières textiles afin de suggérer la matière organique et végétale.
Depuis 2005, les œuvres d’Élodie Antoine sont régulièrement exposées en Europe, dont en Belgique, au Luxembourg, en Italie, en France ou au Royaume-Uni, mais également en en Slovénie et en Corée,,.

## Distinctions
En 2002, Élodie Antoine est lauréate du prix de la jeune sculpture de la Communauté française. En 2004, l’artiste est récompensée du prix du Luxembourg Arts Plastiques. En 2014, elle reçoit la mention Marc Feuilien, décernée par la fondation Marie-Louise Jacques.

## Expositions
Parmi une liste non exhaustive :
- 2002 : Exposition du 4e Prix de la Jeune Sculpture de la Communauté française de Belgique, à La Châtaigneraie à Flémalle
- 2004 : Sculptures hospitalières, au CHU de Liège, Salle d'exposition du Musée d'art contemporain en plein air du Sart Tilman
- 2005 : Exposition du 5e Prix de la Jeune Sculpture de la Communauté française de Belgique, au Musée d'art contemporain en plein air du Sart Tilman, à Liège
- 2008 : Exposition du 6e Prix de la Jeune Sculpture de la Communauté française de Belgique, au Musée d'art contemporain en plein air du Sart Tilman, à Liège[9]
- 2017 : Exposition du 9e Prix de la Jeune Sculpture de la Communauté française de Belgique, au Musée d'art contemporain en plein air du Sart Tilman, à Liège
- 2020 :
  - Lisette de Greeuw, Peter Depelchin, Sarah De Vos, Nick Ervinck, Caroline Van den Eynden et Peter Waterschoot, Villa Les Zéphyrs, Westende, du 6 juin au 2 octobre 2020[10]
  - I feel realy awake, Maison du Peuple de Saint-Gilles, du 7 septembre au 25 octobre 2020[11]
- 2021 : Art au Centre 2021 #5[12], à Liège